# Sus primeras canciones
Sus primeras canciones es un EP del cantante argentino Alejandro Lerner, publicado en 1984 con viejas grabaciones que datan de 1979, junto al grupo Solopororo, por el sello Umbral, capitalizando el suceso del cantante por aquellos años. 

## Lista de canciones
Todas las canciones compuestas por Alejandro Lerner.
| N.º | Título                           | Duración |  |
| 1.  | «Cuatro estrofas»                | 2:54     |  |
| 2.  | «Largo y tendido» (Instrumental) | 8:04     |  |
| 3.  | «Encantado de haberte conocido»  | 2:26     |  |
| 4.  | «Salsa parrilla» (Instrumental)  | 3:40     |  |

- Datos: Q28340857